# المياه في إفريقيا

ترسب المياه في أفريقيا

المياه في أفريقيا، تشمل هذه القضية المهمة مصادر الموارد المائية وتوزيعها واستخداماتها الاقتصادية في القارة. تمتلك أفريقيا عمومًا حوالي 9% من موارد المياه العذبة في العالم و16% من سكان العالم. تشمل أنهارها الكونغو والنيل وزمبيزي والنيجر، وتحوي بحيرة فيكتوريا، ثاني أكبر بحيرة في العالم. تعدّ هذه القارة رغم ذلك ثاني أكثر القارات جفافًا، إذ يعاني ملايين الأفارقة من نقص المياه على مدار العام.
يعزى هذا النقص إلى مشاكل التوزيع غير المتكافئ والطفرات السكانية وسوء إدارة الإمدادات الحالية، إذ يقيم في بعض الأحيان عدد قليل من الناس حيث كمية كبيرة من المياه. تقع 30% من مياه القارة على سبيل المثال في حوض الكونغو الذي يسكنه 10% فقط من سكان إفريقيا. لوحظ تباين كبير في أنماط هطول الأمطار في أماكن وأزمنة مختلفة، وكذلك معدلات تبخر عالية في بعض أجزاء المنطقة، والتي تؤدي إلى انخفاض نسب هطول الأمطار في هذه الأماكن. تحدث تقلبات كبيرة جدًا بين السنوات وخلال السنة الواحدة في جميع الخصائص المناخية والموارد المائية، لذا تواجه أفريقيا جنوب الصحراء العديد من التحديات المتعلقة بالمياه والتي تقيد النمو الاقتصادي وتهدد سبل العيش لأهلها، في حين تنعم بعض المناطق بالمياه الكافية.
تعتمد الزراعة الأفريقية في الغالب على الزراعة البعلية، في حين أن أقل من 10% من الأراضي المزروعة في القارة مرويّة، لذا يكون تأثير تغير المناخ وتقلباته واضحًا للغاية. تعدّ الطاقة الكهرومائية المصدر الرئيسي للكهرباء، وتساهم بشكل كبير في القدرة العاملة الحالية للطاقة. يمثّل سد كينجي مورد نموذجي للطاقة الكهرومائية، ويولد الكهرباء لجميع المدن الكبيرة في نيجيريا وكذلك النيجر المجاورة لها، لذا فإن الاستثمار المستمر في العقد الماضي زاد من كمية الطاقة المولدة. تتخلل الحلول لمشاكل المياه في سياق الطاقة والأمن الغذائي عقبات بسبب أوجه القصور في البنية التحتية للمياه، والتنمية، والقدرة الإدارية لتلبية متطلبات السكان المتزايد عددهم بسرعة. يضاف إلى ذلك حقيقة أن أفريقيا تمتلك أسرع معدلات التحضر في العالم. يعدّ تطوير قطاع المياه وإدارته أكثر تعقيدًا بسبب تعدد الموارد المائية العابرة للحدود (الأنهار والبحيرات ومستودعات المياه الجوفية). يشمل حوالي 75% من مساحة أفريقيا جنوب الصحراء الكبرى 53 مستجمعًا نهريًا دوليًا تعبر حدودًا متعددة.
يمكن تحويل هذا العائق المحدد إلى فرصة عند تسخير إمكانية التعاون عبر الحدود في تنمية الموارد المائية في المنطقة. يوضح تحليل متعدد القطاعات لنهر زمبيزي مثلًا، أن التعاون فيما بين الدول المشاطئة يمكن أن يزيد من إنتاج الطاقة بنسبة 23% دون أي استثمارات إضافية. يدير التعاون العابر للحدود عدد من الأطر المؤسساتية والقانونية، مثل سلطات نهر زمبيزي، وبروتوكول مجموعة التنمية لأفريقيا الجنوبية، وسلطات نهر فولتا، ولجنة حوض النيل، ويلزم رغم ذلك بذل جهود إضافية لتطوير الإرادة السياسية، فضلًا عن القدرات المالية والأطر المؤسساتية اللازمة للعمل التعاوني المتعدد الأطراف المربح للجميع، والحلول المثلى لجميع الدول المشاطئة.